# J. Edgar (filme)
J. Edgar é um filme estadunidense de 2011, do gênero drama biográfico, dirigido por Clint Eastwood, escrito por Dustin Lance Black. O filme foca na carreira do Diretor Federal do FBI J. Edgar Hoover a partir do Palmer Raids em diante, incluindo uma especulação de que ele fosse homossexual.
O filme é estrelado por Leonardo DiCaprio, Armie Hammer, Naomi Watts, Damon Herriman, Ed Westwick, e Jeffrey Donovan. J. Edgar abriu a American Film Institute Awards 2011 em Los Angeles no dia 3 de Novembro de 2011, e teve seu lançamento limitado em 9 de Novembro, lançado no Mundo em 11 de Novembro.

## Enredo
O longa explora a figura de um dos homens mais enigmáticos do século XX: John Edgar Hoover (Leonardo DiCaprio). Um dos principais responsáveis pela criação do FBI e seu homem forte por 48 anos, ele foi temido e admirado por várias décadas, mas em sua vida pessoal mantinha segredos grandes o bastante para acabar com sua reputação e sua carreira.

## Elenco
- Leonardo DiCaprio como J. Edgar Hoover[5]
- Armie Hammer como Clyde Tolson[6]
- Naomi Watts como Helen Gandy[7]
- Josh Lucas como Charles Lindbergh[8]
- Judi Dench como Anna Marie, Mãe de Hoover[9]
- Damon Herriman como Bruno Hauptmann[10]
- Jeffrey Donovan como Robert F. Kennedy[11]
- Ed Westwick como Agent Smith[12]
- Ken Howard como U.S. Attorney General Harlan F. Stone[13]
- Stephen Root como Arthur Koehler[14]
- Denis O'Hare como Albert S. Osborn
- Geoff Pierson como Alexander Mitchell Palmer
- Lea Thompson como Lela Rogers
- Gunner Wright como Dwight D. Eisenhower[15]

## Lançamento

### Opinião Crítica
Revisões têm sido quase sempre mista, com muitos críticos elogiando o desempenho de Leonardo DiCaprio mas o sentimento que, em geral, o filme carece de coerência. A partir de 17 de novembro de revisão agregador Rotten Tomatoes relata que 42% de 146 críticos deram ao filme uma revisão positiva, com uma média de classificação de 5,8 em 10. Consenso do site é que, "Leonardo DiCaprio dá um desempenho previsível potência, mas J. Edgar tropeça em todos os outros departamentos: maquiagem extravagante, falta de iluminação, a narrativa confusa, e contação de histórias monotonia. Metacritic, que atribui uma pontuação média ponderada de 100 a opiniões da crítica mainstream, dá ao filme uma pontuação de 59 com base em 39 opiniões.
Roger Ebert escreveu que o filme é "fascinante", "mestre", e elogiou o desempenho de DiCaprio como um "totalmente realizado desempenho, sutil e persuasiva, sugerindo mais do que Hoover nunca revelou, talvez até para si mesmo", atribuindo o filme de três estrelas e meia (de quatro). Todd McCarthy do The Hollywood Reporter deu ao filme uma crítica positiva, escrevendo: "Esta colaboração entre o diretor surpreendente Clint Eastwood e o roteirista Dustin Lance Black aborda seus mais difíceis desafios com plausibilidade e bom senso, ao servir-se uma visão simmeringly cáustica do comportamento do seu assunto controverso, públicas e privadas."
J. Hoberman da revista Village Voice, escreveu que "Embora quase impecável, cinebiografia de Eastwood é mais rico o seu filme, mais ambicioso desde a Cartas de Iwo Jima - Flags of Our Fathers , se não Unforgiven. Chris Pandolfi de Popzara elogiou o filme, chamando-o de "um drama de época bem pesquisado", com figurinos precisos, conjuntos convincente, e iluminação adequada nostálgico e esquemas de cores", também chamando-o de "um estudo de personagem soberbamente agiu sobre um homem, uma vez considerada a segunda mais poderosa da América - embora ele poderia facilmente ter sido os funcionários em primeiro lugar, considerando o controle que ele tinha mais de eleitos.

## Mídia
O filme estreou em 7 de Novembro limitada aos cinemas em 09 de novembro, arrecadando $ 52.645 e lançado em 11 de Novembro, arrecadando $ 11,217,324 em sua semana de estréia aproximadamente a receita de 12 milhões dólares projetado pelo Los Angeles Times de fim de semana de abertura do filme nos Estados Unidos e Canadá.

### Prêmios/Elogios
| Data                 | Prêmio                             | Categoria                 | Recipiente(s)     | Resultado |
| -------------------- | ---------------------------------- | ------------------------- | ----------------- | --------- |
| 11 de Dezembro, 2011 | American Film Institute            | Top 10 Films              | J. Edgar          |           |
| 12 de Janeiro, 2012  | Broadcast Film Critics Association | Melhor Ator               | Leonardo DiCaprio | Indicado  |
| 15 de Janeiro, 2012  | Golden Globe Awards                | Melhor Ator - Drama       | Leonardo DiCaprio | Indicado  |
| 1 de Dezembro, 2011  | National Board of Review Awards    | Filmes do Top 10          | J. Edgar          |           |
| 18 de Dezembro, 2011 | Satellite Awards                   | Melhor Ator - Drama       | Leonardo DiCaprio | Indicado  |
| 29 de Janeiro, 2012  | Screen Actors Guild Awards         | Melhor Ator - Principal   | Leonardo DiCaprio | Indicado  |
| 29 de Janeiro, 2012  | Screen Actors Guild Awards         | Melhor Ator - Coadjuvante | Armie Hammer      | Indicado  |